# Studs Terkel
Louis „Studs” Terkel (ur. 16 maja 1912 w Nowym Jorku, zm. 31 października 2008 w Chicago) – amerykański autor, historyk, aktor, i dziennikarz radiowy i prasowy związany z Chicago, od 8. roku życia mieszkaniec tego miasta.
Laureat Nagrody National Book Award, znana postać międzynarodowo za publicystykę w tematach chicagowskich, szczególnie w formie zgromadzonej historii przekazanej ustnie.
Absolwent University of Chicago Law School. Laureat Nagrody im. Thomasa Mertona jak i Nagrody Pulitzera za ogólną publicystykę dokumentalną (ang.: Pulitzer Prize for General Non-Fiction).
W 1997 został nagrodzony za całokształt dorobku, otrzymując Medal of Distinguished Contribution to American Letters (medal za wybitny wkład w literaturę amerykańską). DCAL jest nagrodą przyznawaną za życiowe osiągnięcia w ramach corocznego wręczania National Book Award.

## Wybrane prace
- 1957: Giants of Jazz
- 1967: Division Street: America
- 1970: Hard Times: An Oral History of the Great Depression
- 1974: Working: People Talk About What They Do All Day and How They Feel About What They Do
- 1977: Talking to Myself: A Memoir of My Times
- 1983: American Dreams: Lost and Found
- 1984: The Good War
- 1986: Chicago
- 1988: The Great Divide: Second Thoughts on the American Dream
- 1992: Race: What Blacks and Whites Think and Feel About the American Obsession
- 1995: Coming of Age: The Story of Our Century by Those Who’ve Lived It
- 1997: My American Century
- 1999: The Spectator: Talk About Movies and Plays With Those Who Make Them
- 2001: Will the Circle Be Unbroken: Reflections on Death, Rebirth and Hunger for a Faith
- 2003: Hope Dies Last: Keeping the Faith in Difficult Times
- 2005: And They All Sang: Adventures of an Eclectic Disc Jockey
- 2007: Touch and Go
- 2008: P.S. Further Thoughts from a Lifetime of Listening

## Cytaty

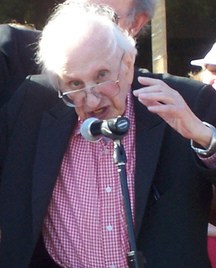
Terkel na wiecu w 2007 popierającym wdrożenie powszechnie dostępnej opieki zdrowotnej w USA

- Na temat swych urodzin w maju 1912: "Kiedy to Titatnic szedł w dół, ja wzeszłem." (ang.: ang. "As the Titanic went down, I came up...")
- (ang.: "I hope for peace and sanity — it's the same thing.")
- (ang.: "I've always felt, in all my books, that there's a deep decency in the American people and a native intelligence—providing they have the facts, providing they have the information.")
- (ang.: "With optimism, you look upon the sunny side of things. People say, 'Studs, you're an optimist.' I never said I was an optimist. I have hope because what's the alternative to hope? Despair? If you have despair, you might as well put your head in the oven.")
- (ang.: "That's why I wrote this book: to show how these people can imbue us with hope. I read somewhere that when a person takes part in community action, his health improves. Something happens to him or to her biologically. It's like a tonic.")
- (ang. "The older you are, the freer you are, as long as you last.") W wieku lat 95.
- (ang.: "Take it easy, but take it.") Przez lata, jego radiowe pożegnanie na antenie lokalnego radia WFMT-FM
- Na temat złamania biodra: (ang." "I was walking downstairs carrying a drink in one hand and a book in the other. Don't try that after 90.")[2]
- Rozmowa z przyszłą noblistką Doris Lessing w 1969:
  - Lessing: "You do still have gangsters [in Chicago], don't you?"
  - Terkel: "Yes, but these days they're mostly in business, or politics."[3]
- Na temat nietracenia nigdy nadziei, do Associated Press w 2003: (ang.: "A lot of people feel, 'What can I do, (it's) hopeless.' Well, through all these years there have been the people I'm talking about, whom we call activists ... who give us hope and through them we have hope.")